# Moves Like Jagger
Moves Like Jagger je píseň hudební skupiny Maroon 5 a popové zpěvačky Christiny Aguilery. Produkce se ujal producent Benny Blanco.

## Hitparáda
| Země           | Umístění |
| -------------- | -------- |
| USA            | 1        |
| Velká Británie | 2        |
| Kanada         | 1        |
| Dánsko         | 1        |
| Austrálie      | 2        |
| Japonsko       | 30       |
| Slovensko      | 1        |
| Arménie        | 3        |
| Nizozemsko     | 1        |
| Nový Zéland    | 1        |
| Izrael         | 1        |
| Česko          | 2        |